# Remixed and Revisited
Albums de Madonna
American Life
(2003) Confessions on a Dance Floor
(2005)
Remixed and Revisited est une compilation remixée de titres de Madonna sortie en 2003. L'album contient en majeure partie des remixes du précédent album American Life ainsi qu'une chanson inédite de Bedtime Stories et un medley live enregistré aux MTV Video Music Awards la même année.

## Pistes
| 1.    | Nothing Fails (Nevins Mix) | Guy Sigsworth, Jem, Madonna                    | Jason Nevins                | 3:40 |
| 2.    | Love Profusion (Headcleanr Rock Mix) | Madonna, Mirwais Ahmadzaï                      | Ray Carroll                 | 3:16 |
| 3.    | Nobody Knows Me (Mount Sims Old School Mix)                                                                                             | Madonna, Ahmadzaï                              | Mount Sims                  | 4:44 |
| 4.    | American Life (Headcleanr Rock Mix) | Madonna, Ahmadzaï                              | Ray Carroll                 | 4:01 |
| 5.    | Like a Virgin / Hollywood Medley (performance aux MTV Video Music Awards 2003 avec Britney Spears, Christina Aguilera et Missy Elliott) | Billy Steinberg, Tom Kelly / Madonna, Ahmadzaï | //                          | 5:34 |
| 6.    | Into The Hollywood Groove (The Passengerz Mix) (featuring Missy Elliott)                                                                | Madonna, Ahmadzaï, Stephen Bray                | Soul Diggaz, The Passengerz | 3:42 |
| 7.    | Your Honesty (inédit de l'album Bedtime Stories)                                                                                        | Madonna, Dallas Austin                         | Daniel Abraham              | 4:07 |
| 29:27 | |                                                |                             |      |

## Crédits album
- Producteurs = Madonna, Mirwais Ahmadzaï, Mark "Spike" Stent, Missy Elliott, Soul Diggaz et Dallas Austin,
- Photographie = Regan Cameron
- Design : Bret Healey

## Classements
Classements comme Album
| Pays       | Meilleure position |
| ---------- | ------------------ |
| États-Unis | 115                |
| Angleterre | 1                  |
| Hongrie    | 85                 |
| Japon      | 33                 |
| Suisse     | 80                 |
| Canada     | 74                 |
| Mexique    | 32                 |

classements comme Single
| Pays     | Meilleure position |
| -------- | ------------------ |
| Italie   | 2                  |
| Danemark | 16                 |
| Finlande | 12                 |
| Grèce    | 1                  |
| Portugal | 1                  |